# Episodi di Spazio 1999 (seconda stagione)
La seconda e ultima stagione della serie televisiva Spazio 1999, composta da 24 episodi, venne trasmessa nel Regno Unito tra il 1976 e il 1977.
In Italia è stata mandata in onda per la prima volta sulla Rete 1 RAI tra il 6 aprile 1979 e il 27 marzo 1980. Nella prima diffusione italiana, alcuni episodi sono stati divisi in due parti e non sono stati trasmessi nell'ordine cronologico originale. Il doppio episodio Attenti ai terrestri! è andato in onda nel 1980 diviso in 4 parti.
| nº | Titolo originale                | Titolo italiano           | Prima TV Regno Unito | Prima TV Italia         |
| -- | ------------------------------- | ------------------------- | -------------------- | ----------------------- |
| 1  | The Metamorph                   | Psycon                    | 4 settembre 1976     | 6/7 aprile 1979         |
| 2  | The Exiles                      | Golos                     | 11 settembre 1976    | 10/11 aprile 1979       |
| 3  | One Moment of Humanity          | Vega                      | 25 settembre 1976    | 14 aprile 1979          |
| 4  | All That Glisters...            | La milgonite              | 29 ottobre 1976      | 16 aprile 1979          |
| 5  | Journey to Where                | Il ritorno                | 18 settembre 1976    | 12/13 aprile 1979       |
| 6  | The Taybor                      | Taybor                    | 5 novembre 1976      | 20 aprile 1979          |
| 7  | The Rules of Luton              | Luton                     | 22 ottobre 1976      | 23/24 aprile 1979       |
| 8  | The Mark of Archanon            | Archanon                  | 15 ottobre 1976      | 18 aprile 1979          |
| 9  | Brian the Brain                 | Il robot                  | 1º ottobre 1976      | 25/26 aprile 1979       |
| 10 | New Adam New Eve                | Magus                     | 8 ottobre 1976       | 27/28 aprile 1979       |
| 11 | Catacombs of the Moon           | Il tiranium               | 26 novembre 1976     | 4/5 maggio 1979         |
| 12 | The AB Chrysalis                | Le crisalidi              | 19 novembre 1976     | 2/3 maggio 1979         |
| 13 | Seed of Destruction             | Kalthon                   | 12 novembre 1976     | 30 aprile/1 maggio 1979 |
| 14 | The Beta Cloud                  | La nuvola                 | 17 dicembre 1976     | 11/12 maggio 1979       |
| 15 | A Matter of Balance             | Vindrus                   | 10 dicembre 1976     | 9/10 maggio 1979        |
| 16 | Space Warp                      | I naufraghi               | 3 dicembre 1976      | 7/8 maggio 1979         |
| 17 | The Bringers of Wonder Part One | Attenti ai terrestri! (1) | 4 agosto 1977        | 19/20 marzo 1980        |
| 18 | The Bringers of Wonder Part Two | Attenti ai terrestri! (2) | 11 agosto 1977       | 26/27 marzo 1980        |
| 19 | The Lambda Factor               | Onde Lambda               | 24 dicembre 1976     | 14/15 maggio 1979       |
| 20 | The Seance Spectre              | Tora                      | 18 agosto 1977       | 16/17 maggio 1979       |
| 21 | Dorzak                          | Dorzak                    | 25 agosto 1977       | 18/19 maggio 1979       |
| 22 | Devil's Planet                  | Il pianeta del diavolo    | 1º settembre 1977    | 21/22 maggio 1979       |
| 23 | The Immunity Syndrome           | Il lampo che uccide       | 1º maggio 1978       | 23/24 maggio 1979       |
| 24 | The Dorcons                     | I Dorconiani              | 28 agosto 1978       | 25/26 maggio 1979       |

## Psycon
- Titolo originale: The Metamorph
- Diretto da: Charles Crichton
- Scritto da: Johnny Byrne

### Trama
Giorni di distacco dall'orbita terrestre: 342

La Luna ha appena attraversato una distorsione spaziale e uno dei sistemi di mantenimento è stato danneggiato. In cerca di titanio, indispensabile per rimediare al guasto, viene dunque inviata un'Aquila con a bordo i piloti Bill Fraser e Ray Torens in direzione di un vicino pianeta abitabile, la cui superficie tuttavia inospitale è ricoperta di vulcani e da un fitto strato di nebbia. Mentre l'Aquila sta sorvolando la superficie, improvvisamente un globo di luce verde fuoriesce dal suolo e, dopo un breve inseguimento, cattura e trascina nuovamente sul pianeta l'Aquila. 
Alpha è contattata da Mentor, un abitante del sottosuolo del misterioso pianeta, che si scopre aver nome Psycon. L'alieno invita il comandante John Koenig a un rendez-vous con una loro nave per il recupero dei due piloti dispersi. Koenig dunque, affidato il comando a Tony Verdeschi, parte su un'Aquila con Helen Russell, Alan Carter e il tecnico Lew Picard. Mentre si dirigono verso il pianeta, il medesimo globo di luce intrappola l'Aquila, benché si fosse inutilmente dotata di ulteriori razzi propulsori, e la trasporta in un cratere vulcanico, in mezzo a decine di altre astronavi aliene. Nel frattempo Mentor sottopone Torens a un processo che pare trasferire energia a una strana macchina. I quattro dell'Aquila, dopo aver ricevuto una chiamata di rassicurazione dallo psyconiano, escono allo scoperto ed entrano in un sistema di caverne, in cui incontrano molte creature aliene in uno stato di catalessi, intente a estrarre del minerale. Tra di esse, scorgono Torens, anch'egli nella medesima condizione mentale. Uno psyconiano cerca di attaccare la squadra, che però reagisce. Colpito dal laser, il corpo dell'abitante si trasforma in una roccia. Improvvisamente appare una proiezione di Mentor che intima ai terrestri di deporre le armi. Picard tenta istintivamente di sparare all'immagine, che però riflette il raggio, disintegrando il tecnico. I tre superstiti si danno alla fuga ma vengono raggiunti da un globo di luce e fermati. Koenig si risveglia in una cella dietro un campo energetico. Appena dietro lo schermo, si vede comparire un leone che subito si trasforma in una donna psyconiana: Maya, la figlia di Mentor. Il comandante è condotto da quest'ultimo, che invita la figlia a lasciarli soli. Mentor rivela a Koenig che la sua intenzione è di ricostruire il pianeta devastato mediante Psyche, un computer organico in grado di manipolare la materia a livello molecolare, capacità che con il loro corpo hanno gli stessi Psyconiani. Tuttavia Psyche si nutre dell'energia mentale di esseri intelligenti e per raggiungere il suo scopo Mentor non esiterebbe a sacrificare la mente di tutti gli abitanti di Alpha. In più, gli sventurati esseri che vengono sottoposti alla perversa procedura sono poi sfruttati come schiavi per estrarre il metallo necessario alla struttura fisica di Psyche. Mentor si dice disposto a risparmiare Helen, Alan e Fraser se il comandante decidesse di cooperare. Questi, dinanzi al suo gruppo allibito, sembra accettare e chiama Verdeschi, ordinandogli di trasferire gli Alphani su Psycon quanto prima. Di fronte alla riluttanza di quest'ultimo, il comandante cita la "direttiva 4" e chiude il collegamento. I quattro, risparmiati, sono di nuovo rinchiusi in cella. Intanto, su Alpha, Tony si vede obbligato, suo malgrado, a rispettare la "direttiva 4", che prevede la distruzione del luogo da cui proviene l'ordine. Fa quindi predisporre un'Aquila robot e la lancia per attaccare il pianeta. Su Psycon, Mentor e Maya scoprono l'inganno: lei, infuriata, si reca alla cella, dove Koenig però le rivela gli effetti devastanti che Psyche ha sulla mente e la sprona a recarsi alle caverne per rendersi conto del reale piano del padre e dei suoi tragici effetti sugli individui. Maya, che era stata da sempre tenuta all'oscuro, si reca dunque in stato confusionale alla miniera, dove si rende finalmente conto della situazione. Mentor ha nel frattempo distrutto l'Aquila e ha iniziato, sotto gli occhi disperati del comandante, a bombardare Alpha. Maya dunque, tornata alla prigione, per impedire la distruzione della luna libera i quattro, purché Koenig prometta di non fare del male a Mentor. Mentre gli altri corrono a recuperare Torens, il comandante arriva alla sala dov'è situata Psyche e comincia a fare a pezzi la macchina. Il processo di rigenerazione del pianeta si interrompe e regredisce rapidamente, causando enormi esplosioni vulcaniche sulla superficie. Torens muore a causa di un crollo nelle grotte. Anche Mentor muore, circondato dalle fiamme, non prima però di aver supplicato Koenig di portare in salvo la figlia. Il comandante e Maya raggiungono gli altri sull'Aquila, che decolla proprio mentre il cratere dove si trovava inizia a eruttare. Mentre l'astronave si allontana nello spazio, Psycon esplode. Nel finale, Maya, disperata, viene consolata dal dottor Russell e Koenig, anch'essi afflitti per la perdita di Torens e Picard, mentre Fraser si riunisce felice alla propria compagna su Alpha.

## Golos
- Titolo originale: The Exiles
- Diretto da: Ray Austin
- Scritto da: Donald James

### Trama
Giorni di distacco dall'orbita terrestre: 403

Attorno ad Alpha entrano in orbita decine di capsule di stasi, inizialmente scambiate per missili. Il comandante Koenig ordina che due di esse vengano prelevate e aperte su Alpha, scoprendo così che contengono i corpi di due alieni, Cantar e Zova, che raccontano di essere stati ingiustamente esiliati dal proprio pianeta Golos. Cantar è però in realtà il leader di un gruppo di criminali espulsi da Golos per le atrocità da loro commesse: egli e Zova, col pretesto di lavorare al miglioramento dei supporti vitali di Alpha, così da accogliere tutti gli ibernati in orbita, approntano invece un congegno in grado di teletrasportare gli uomini su Golos per potersi vendicare. Presi in ostaggio il dottor Russell e Verdeschi, di cui aveva carpito la fiducia, Cantar si trasferisce su Golos per dettare le proprie condizioni, lasciando Zova su Alpha per portare a termine il risveglio dei suoi alleati. Di fronte alla discendente del suo antico giudice, Mirella, Cantar dimostra tutta la propria follia ma Russell, graffiandolo e lacerando la membrana protettiva che lo mantiene giovane, dà inizio a un processo di repentino invecchiamento dell'alieno, che muore in pochi secondi. Koenig e Maya, a bordo di un'Aquila, espellono Zova nello spazio durante le operazioni di recupero di un'altra capsula. Mirella infine permette il ritorno su Alpha di Helen Russell e Tony Verdeschi.

## Vega
- Titolo originale: One Moment of Humanity
- Diretto da: Charles Crichton
- Scritto da: Tony Barwick

### Trama
Giorni di distacco dall'orbita terrestre: 515

La Luna si trova immobilizzata nello spazio vicino a un pianeta sconosciuto. Mentre sulla base si verifica un anomalo calo di energia, una donna si materializza su Alpha: dice di chiamarsi Zamara e di provenire dal pianeta Vega. Porta con sé sul pianeta Verdeschi e il dottor Russell ma, una volta a destinazione, i due scoprono che Zamara e la sua gente sono in realtà androidi, alla disperata ricerca di apprendere le emozioni umane più selvagge, a loro sconosciute, in modo da eliminare definitivamente gli esseri umani dal proprio mondo. Gli alphani vengono dunque messi alla prova in vari modi per ottenere da loro delle reazioni violente, ma Helen viene avvisata da uno degli umani del pianeta (i quali sopravvivono mascherandosi come falsi robot) e i due resistono stoicamente a ogni provocazione e non cadono nelle trappole psicologiche dei vegani, che si spingono anche a far loro credere di essere tornati su Alpha (in realtà solo una copia) ormai deserta e ad aizzarli l'uno contro l'altra. Zamara apprende nel frattempo che negli umani la gelosia può spingere all'omicidio e quindi, rendendosi conto di avere scelto la coppia sbagliata, teletrasporta anche Koenig e Maya su Vega, dove un altro degli androidi, Zarl, cerca di sedurre Helen ballando con lei di fronte a Koenig per costringerlo a reagire. Koenig si trattiene il più possibile per dare il tempo a Maya di esaminare il computer del pianeta, fonte di energia degli androidi, ma infine colpisce Zarl mostrando finalmente agli androidi l'ira e la violenza. Zarl tuttavia apprende, insieme alla violenza, anche l'amore e viene dilaniato dalla forza dirompente dei sentimenti umani positivi. Impazzito Zarl, anche gli altri androidi si bloccano e il computer si ferma. I veri umani vegani sono così liberi di togliersi per sempre le maschere da robot.

## La milgonite
- Titolo originale: All That Glisters...
- Diretto da: Ray Austin
- Scritto da: Keith Miles

### Trama
Giorni di distacco dall'orbita terrestre: 565

Alla ricerca del prezioso minerale milgonite, una squadra di Alpha giunge con un'Aquila su un pianeta desertico. Il geologo Dave Reilly individua una roccia che si rivela però solo simile alla milgonite. La roccia ha anzi alcune curiose caratteristiche: la formazione cristallina si rivela in grado di prendere possesso delle menti umane, mandando Verdeschi in coma e minacciando la vita di ogni componente della missione. La roccia, che in realtà è una precisa entità aliena, prende quindi il controllo della mente di Verdeschi e fa in modo che egli porti sull'Aquila un frammento più grande di se stessa, cosicché i due frammenti si fondono in un unico blocco. La roccia così ingrandita riesce a controllare il computer di bordo dell'Aquila e la fa decollare, rapendo quindi Russell e Verdeschi che si trovano ancora a bordo, come se fosse intenzionata a spostarsi altrove, tornando però quasi subito al suolo. La dottoressa scopre che la roccia è un essere vivente e ha assoluto bisogno di acqua per sopravvivere alle aride condizioni climatiche del pianeta e che proprio per questo stava cercando di abbandonare la superficie. Maya tenta di comunicare con l'entità aliena trasformandosi in un frammento di roccia ma rischia di venirne assorbita. Salvata all'ultimo momento e liberato anche Reilly dall'influenza aliena, la squadra di Koenig si sbarazza della roccia e si prepara ad abbandonare il pianeta. Mentre si alzano in volo, però, gli Alphani si rendono conto che la roccia non stava deliberatamente cercando di ucciderli, ma era solo spinta dal desiderio di sopravvivenza. Scaricano quindi particolari cristalli nell'atmosfera perché dalle nubi del pianeta si crei la pioggia necessaria perché lo sconosciuto essere possa salvarsi.
- Guest star: Patrick Mower (Dave Reilly)

## Il ritorno
- Titolo originale: Journey to Where
- Diretto da: Tom Clegg
- Scritto da: Donald James

### Trama
Una trasmissione neutronica dalla Terra raggiunge Alpha: la base Texas Uno sta contattando Alpha per riportare indietro gli Alphani. La Terra infatti, è nell'anno 2120 e la tecnologia è talmente progredita da aver trovato il modo di trasferire indietro il personale di Alpha: così spiega il dottor Logan a Koenig. Tuttavia occorre fare in fretta perché un'eclisse spaziale interromperà tra poco ogni contatto tra la Terra e Alpha per secoli. Dopo un primo tentativo con un oggetto, Koenig, il dottor Russell e Alan Carter si apprestano a essere i primi a sperimentare il teletrasporto. La Terra del futuro è un mondo progredito e con grandi città ma purtroppo dalla natura devastata e ostile, infatti un improvviso terremoto altera il sistema trasferendo i tre Alphani in un luogo sconosciuto, anche se per loro fortuna con aria respirabile e una vegetazione simile a quella terrestre. Su Alpha sanno solo che sono ancora vivi grazie al segnale vitale, e in collaborazione con Logan cercano di rintracciarli. Helen si ammala di polmonite e i tre vengono catturati da guerrieri. Il capo di questi ultimi, per fortuna, parla inglese e Koenig capisce dalle sue parole di trovarsi in Scozia nel 1300. Riesce a trasmettere l'informazione ad Alpha solo pochi minuti prima che i guerrieri li brucino in un rogo, avendo scambiato la malattia di Helen per peste. Gli sforzi congiunti di Logan e Maya hanno successo e i tre vengono recuperati, ma ormai è troppo tardi per tentare un ulteriore esperimento di trasferimento umano da Alpha alla Terra.
- Guest star: Freddie Jones (dott. Charles Logan), Isla Blair (Carla)

## Taybor
- Titolo originale: The Taybor
- Diretto da: Thom Keyes
- Scritto da: Bob Brooks

### Trama
Il mercante spaziale Taybor scende sulla Luna con il suo emporio spaziale per commerciare con gli Alphani. L'aspetto bonario di Taybor e la sua palese e insistente ammirazione per Maya divertono e sconcertano i terrestri, l'interesse di Koenig però aumenta quando viene a conoscenza del fatto che l'astronave di Taybor si muove con un motore a salto interstellare in grado di raggiungere la Terra. Koenig offre a Taybor l'intera Luna in cambio dei progetti del motore ma il mercante chiede invece Maya come merce di scambio; gli Alphani quindi gli offrono una copia robotica con le fattezze di Maya e il mercante accetta l'offerta dando a Koenig una copia del motore perché gli Alphani possano studiarla. In realtà egli aveva in mente di rapire la vera Maya e aver accettato la copia era solo parte del piano per rapirla. Dopo una serie di mercanteggiamenti con la gente di Alpha, a Maya dona un ciondolo che le indebolisce la volontà, quindi la invita a seguirlo a bordo. Senza scrupoli nel tradire il patto, appena a bordo si lancia nell'iperspazio. Koenig però, non fidandosi fin da principio dell'alieno, aveva di nascosto collocato sull'astronave di Taybor un congegno che avrebbe permesso di comunicare anche quando l'astronave sarebbe stata già lanciata nell'iperspazio, fuori dalla vista di Alpha. Tramite il congegno, Koenig dice a Maya che il mercante ama circondarsi di cose belle, suggerendole così di mutare sé stessa in una creatura brutta. Maya coglie al volo il suggerimento e Taybor ne è così sconvolto da teletrasportare Maya di nuovo su Alpha, riprendendosi per ripicca tutte le mercanzie che aveva scambiato con gli Alphani, incluso il motore a salto.
- Guest star: Willoughby Goddard (Taybor)

## Luton
- Titolo originale: The Rules of Luton
- Diretto da: Val Guest
- Scritto da: Fred Freiberger[1]

### Trama
Giorni di distacco dall'orbita terrestre: 892

Koenig, Maya e Verdeschi si trovano in esplorazione su un pianeta verdeggiante ma un guasto costringe Tony a riportare l'Aquila su Alpha proprio mentre stanno sbarcando. Per guadagnare tempo gli altri due rimangono sulla superficie. Maya coglie un campione di una pianta e Koenig trova delle bacche commestibili ma, non appena assaggiate, gli Alphani vengono accusati di essere assassini e cannibali da quelli che si autodefiniscono giudici di Luton. Le piante sono infatti i veri abitanti del pianeta e i giudici rifiutano di liberare i due Alphani a meno di sottoporli a una prova: che si battano contro altre tre creature accusate dello stesso reato, mentre contemporaneamente il pianeta sarà reso non rintracciabile per i sensori di Alpha e dell'Aquila con cui Verdeschi li sta cercando. Il gruppo che riuscirà a uccidere l'altro avrà la libertà. A complicare le cose i giudici hanno conferito alle tre creature aliene dei poteri speciali per bilanciare l'intelligenza degli umani: una delle tre creature ha una forza sovrannaturale, un'altra può teletrasportarsi e l'ultima può rendersi invisibile.
Sbarazzatisi gli Alphani dei primi due avversari sebbene a costo di una grave ferita per Koenig, il terzo riesce però a catturare Maya in forma di volatile mentre stava cercando acqua per pulire la ferita dell'uomo. Il comandante sfida così la creatura in campo aperto e riesce ad avere la meglio, libera Maya e poi però si rifiuta di uccidere i rivali. I due Alphani vengono liberati comunque e Tony, che li stava cercando in volo, compare proprio a poca distanza da loro per riportarli alla Luna.

## Archanon
- Titolo originale: The Mark of Archanon
- Diretto da: Charles Crichton
- Scritto da: Lew Schwartz

### Trama
Giorni di distacco dall'orbita terrestre: 640

Durante una spedizione di ricerca mineraria nelle grotte della Luna, viene alla luce una camera di stasi contenente un uomo e un ragazzo. Un crollo improvviso fa sì che la camera si distrugga prima che gli Alphani abbiano avuto modo di studiarla a dovere, c'è solo il tempo di portare in salvo i due alieni. L'uomo dice di chiamarsi Pasc, che l'altro è il figlio Etric e che sono discendenti degli abitanti del pianeta Archanon che visitarono la Terra in tempi remoti portando un messaggio di pace. Tuttavia, racconta Pasc, sebbene gli Archaniani siano incapaci di uccidere, qualcosa andò male durante quella spedizione: gli Archaniani si ammutinarono e, al comando di Lara, moglie di Pasc, li abbandonarono sulla Luna.
Intanto, il comandante Koenig e Maya sono in una missione di ricerca nel quadrante blu, e il comando ricade quindi su Verdeschi, il dottor Russell e Alan Carter, che cercano di far luce sulla vicenda. Quando Carter cerca di analizzare il pannello di controllo della camera di stasi, Pasc lo aiuta di malavoglia. Poco dopo si scoprirà il motivo: aprendo il pannello, un segnale ha indicato al pianeta di origine che Pasc e Etric sono di nuovo liberi. Nel frattempo Carter scopre delle registrazioni che indicano come in realtà siano Pasc ed Etric ad aver manifestato l'istinto di uccidere, e per questo sono stati esclusi dalla spedizione archaniana e abbandonati sulla luna terrestre. Contemporaneamente il dottor Russell scopre che la malattia è dovuta a un virus che può essere curato se però le viene dato da analizzare un campione di sangue dei due alieni. 
Pasc tuttavia cerca di fuggire prendendo in ostaggio la dottoressa, ma Etric si rifiuta di seguirlo, fedele all'amicizia che i terrestri, e Alan in particolare, gli hanno dimostrato. Anch'egli però inizia a mostrare i sintomi del virus proprio contro Carter ma, all'ultimo istante, invece di colpirlo con un coltello colpisce sé stesso fornendo così il necessario campione di sangue. Si scopre così che il virus può essere curato con una trasfusione e il medico convince Pasc a donare il sangue per il proprio figlio.
In quel momento un'astronave da Archanon chiede il permesso di planare su Alpha per riprendere gli Archaniani abbandonati e una donna, discendente di Lara, arriva nel centro medico solo in tempo per vedere Pasc che muore: gli Archaniani infatti non possono ricostituire il sangue perduto ma Pasc, pur sapendolo, ha accettato di donare il proprio sangue sacrificandosi pur di salvare Etric.
- Guest star: John Standing (Pasc), Michael Gallagher (Etric)

## Il robot
- Titolo originale: Brian the Brain
- Diretto da: Kevin Connor
- Scritto da: Jack Ronder

### Trama
Giorni di distacco dall'orbita terrestre: 1150

Mentre su Alpha si sta procedendo a un riesame dell'intera memoria del computer, compare sugli schermi un'astronave di un'antica spedizione terrestre verso il pianeta D. La sorpresa è tale da far dimenticare perfino il fatto che la Luna sembra essere andata improvvisamente fuori direzione. Dall'astronave una voce amichevole saluta gli Alphani e chiede il permesso di planare. Ne appare un robot su ruote, unico superstite di un'antica missione che comprendeva due navi, quella del robot e una con equipaggio umano. Il robot visita Alpha interagendo cordialmente con tutti tanto che gli Alphani lo battezzano amichevolmente Cervello, e invita Koenig e il dottor Russell a bordo ma, non appena entrati, decolla prendendoli in ostaggio e dirigendosi verso il pianeta D. Svela infatti di aver bisogno degli umani per recuperare il propellente dalla nave appoggio naufragata sul pianeta. Essendo virtualmente immortale, infatti, ha bisogno di avere propellente sufficiente per millenni ma non può scendere sul pianeta essendo un robot su ruote che può muoversi solo su superfici piane. Koenig e Helen tentano di rifiutarsi ma il robot, nonostante la voce gioviale, non esita a dirigere contro i due un raggio ultravioletto che li ustiona, obbligandoli a sottoporsi a un test per capire se si amano. In questo caso ritiene che potrà tenere in ostaggio la dottoressa ed essere sicuro che il comandante andrà sulla nave appoggio a prendere il propellente.
Su Alpha nel frattempo si trovano isolati e con il computer fuori uso, altra mossa del robot. Un'Aquila con a bordo Verdeschi, Maya e Fraser decolla ugualmente per poter essere sul pianeta prima dell'arrivo del robot. 
Koenig, che nel tragitto dall'astronave alla nave appoggio si era imbattuto nei corpi morti degli antichi compagni umani del robot, trova Verdeschi e Maya a bordo della nave appoggio, dove scoprono anche il cadavere del capitano Michael, l'inventore del robot (che, nonostante lo reputasse suo padre, lo aveva lasciato morire isolando il computer della nave appoggio). Con il suo vice e Maya, Koenig concerta il piano di portare Maya con sé, trasformata in un topolino per potergli entrare in tasca, per salvare Helen e poter tornare ad Alpha.
Non appena di fronte al robot, Maya si trasforma nel capitano Michael gettandolo nel panico e riuscendo a spingerlo nella camera di decompressione per poi eiettarlo nello spazio. Il robot rimane appeso solo per un caso: la lunga antenna che gli consente di restare in contatto con la nave si incastra nel portello. Una volta convintolo a sbloccare il computer di Alpha e aver fatto finalmente ritorno alla base, gli Alphani decidono comunque di restituirgli la libertà dopo avergli riprogrammato la memoria.
- Guest star: Bernard Cribbins (capitano Michael)

## Magus
- Titolo originale: New Adam New Eve
- Diretto da: Charles Crichton
- Scritto da: Terence Feely

### Trama
Giorni di distacco dall'orbita terrestre: 1095

Un'entità si materializza su Alpha sostenendo di essere Dio. Dopo aver convinto il comandante, il dottor Russell, Verdeschi e Maya a salire su un'Aquila per visitare un pianeta vicino, trasporta i quattro sul pianeta. Poi dissolve l'astronave, impedendo alla squadra di ritornare su Alpha. Magus, questo è il nome dell'alieno, rivela di averli ingannati circa la sua identità, di aver visitato la Terra secoli addietro, sotto le spoglie di personaggi quali Merlino e Nostradamus, e di essere intenzionato a scoprire il segreto sull'origine della vita. Non solo: pretende che i quattro diventino i suoi nuovi "Adamo" e le sue nuove "Eva" in quello che definisce un secondo Eden, e che lo aiutino nella sua impresa scientifica. Naturalmente, Koenig e gli altri non sono intenzionati a collaborare ma, di fronte ai poteri sovrumani che Magus dimostra, comprendono di non avere alcuna possibilità di scampo. Durante la notte vengono spinti da Magus a unirsi secondo la sua scelta (John e Maya, Tony e Helen), ma essi sono interrotti da alcune grida. Scoprono dunque come Magus abbia ridotto altri esseri alieni, catturati per ogni dove nell'universo, a cavie mutanti, in nome della sua folle ricerca. Ogni tentativo di fuga dalla zona loro assegnata è impedito da un campo energetico. Grazie a uno stratagemma, Maya scopre però che Magus trae il suo potere da un dispositivo impiantato alla base del collo, tramite il quale riesce a trasformare la luce in grandi quantità di energia, che poi egli utilizza attraverso il pensiero. Intuiscono anche che il piccolo pianeta su cui si trovano non viene fatto a pezzi dalla gravità lunare perché è Magus a contrastare le forze di marea e che da Alpha non giungono Aquila in soccorso poiché egli impedisce loro di decollare. Per fuggire, i quattro allestiscono una trappola per privare Magus della luce. Il piano riesce, ma senza il potere di Magus il pianeta è scosso da terribili forze di marea. L'Aquila si materializza e, mentre gli altri tre predispongono il decollo, Koenig si affretta a recuperare i mutanti. Questi però scelgono di morire, così il comandante raggiunge gli altri. I quattro decollano e tornano su Alpha, mentre il pianeta viene distrutto completamente.

## Il tiranium
- Titolo originale: Catacombs of the Moon
- Diretto da: Robert Lynn
- Scritto da: Anthony Terpiloff

### Trama
Giorni di distacco dall'orbita terrestre: 1196

L'ingegnere Patrick Osgood lavora nelle catacombe sotterranee sotto la base lunare per cercare una vena di tiranium, usando anche cariche esplosive. Resta ferito da un'esplosione e nei minuti in cui è svenuto vive una visione surreale in cui Alpha viene distrutta, avvolta dalle fiamme.
Sua moglie Michelle è sotto le cure della dottoressa Russell in attesa di ricevere un cuore nuovo elettronico che il medico sta cercando di mettere a punto, ostacolata proprio dalla scarsità di tiranium.
Nel frattempo ad Alpha la temperatura sembra aumentare senza motivo apparente e questo sembra confermare le visioni di Osgood e lo convince di essere nel giusto, tanto che egli interpreta come una fuga il fatto che Koenig sia andato in perlustrazione per capire il motivo dell'aumento di temperatura.
Nella propria follia, Osgood giunge ad attaccare Verdeschi, ferendosi nel tentativo. Approfitta poi di essere nel centro medico per rapire la moglie e portarla nelle catacombe dove ritiene che sarà al riparo dalle fiamme che avrebbero dovuto distruggere la base. 
Mentre Koenig identifica la fonte dell'anomalo aumento della temperatura in una nube incandescente in rotta di collisione con Alpha, Verdeschi insegue Osgood con l'aiuto di Maya, trasformatasi in tigre per poter vedere al buio. I due riescono a salvare Michelle ma il marito resta seriamente ferito in una frana.
Mentre la nube si avvicina e infine sorpassa Alpha, l'operazione di Michelle ha esito positivo.
- Guest star: James Laurenson (Patrick Osgood), Pamela Stephenson (Michelle Osgood)

## Le crisalidi
- Titolo originale: The AB Chrysalis
- Diretto da: Val Guest
- Scritto da: Tony Barwick

### Trama
Giorni di distacco dall'orbita terrestre: 1288

La Luna si sta dirigendo da una settimana verso una regione dello spazio in cui ogni 12 ore si verificano esplosioni di eccezionale potenza; man mano che Alpha si avvicina, l'onda d'urto conseguente diviene sempre più catastrofica. Dopo l'ultima deflagrazione, Koenig, Maya e Carter partono con un'Aquila verso un pianeta che sembra essere l'origine del fenomeno, per impedire che la successiva esplosione distrugga Alpha. Durante l'avvicinamento, i tre scoprono che il pianeta, la cui atmosfera risulta essere di cloro gassoso, è circondato da sei lune distribuite ad anello, prive di atmosfera, ma sede di una fonte di energia. Il comandante decide di allunare sul satellite più vicino, dove si trova di fronte a una struttura da cui proviene il potenziale energetico. Dopo essere entrato nella struttura, anch'essa priva di atmosfera, viene accidentalmente colpito da una scarica e rimane temporaneamente privo di sensi. Carter accorre in suo aiuto e, una volta dentro, vedono una sonda di forma sferica raggiungere una postazione vicina a uno schermo. Su di esso appaiono figure geometriche di base e i due intuiscono che la sfera intende comunicare; poi compare una mappa stellare. John disegna su un pannello sottostante una rappresentazione schematica del sistema solare di cui faceva parte la Terra, indicandola, e subito la sala viene pressurizzata con dell'aria. Poi la sonda, dopo aver dato ambigue spiegazioni circa la situazione, avverte i due di fuggire. Scariche di forte intensità iniziano a emanare dalla struttura e la squadra è costretta a decollare. Questa volta, decidono di atterrare sul pianeta, dove vengono inaspettatamente condotti in una struttura sotterranea. Qui un'altra sonda riferisce loro che le esplosioni sono necessarie al fine di ammonire ed eventualmente distruggere ogni possibile invasore durante il periodo di stasi dei suoi padroni. Gli abitanti del pianeta infatti, ogniqualvolta raggiungono un'età avanzata, si rinchiudono in uno stadio di crisalide, da cui poi escono ringiovaniti e migliorati intellettualmente e fisicamente. I tre tentano inutilmente di parlare con il guardiano, l'unico rimasto sveglio, il quale però, già in preda a demenza senile, si rinchiude nella crisalide. Carter rompe accidentalmente la capsula con l'atmosfera di cloro dove è rinchiuso il guardiano e la sonda invade l'intera sala di cloro per compensare. Koenig e Maya riescono a uscire ma l'altro rimane imprigionato e perde i sensi. Maya lo porta in salvo assumendo la forma di una creatura del pianeta Kreno, che appunto respira cloro gassoso. I due poi cercano di minacciare la sonda puntando i laser sulla struttura, ma intervengono due aliene appena uscite dalla crisalide, che si fanno chiamare "A" e "B". Una di loro accetta di sospendere l'esplosione, ma l'altra è contraria. Perciò attendono che si risvegli il prossimo, che è, informano, fratello del guardiano. Questo ovviamente è contrario. Koenig accusa gli alieni di essere, con le loro fredde menti logiche, ben lontani dalla perfezione che essi vanno tanto ricercando e detto questo, benché il carburante dell'Aquila sia insufficiente per raggiungere Alpha, i tre decidono di partire, lasciando stupefatti gli extraterrestri. Mentre si dirigono verso Alpha, oramai rassegnati, il cerchio di lune si attiva e scarica l'esplosione. L'onda d'urto investe l'Aquila ma, poiché appositamente dosata dagli alieni, non la distrugge e, anzi, le fornisce la spinta sufficiente a raggiungere la base.
- Guest star: Ina Skriver ("A"), Sarah Douglas ("B")

## Kalthon
- Titolo originale: Seed of Destruction
- Diretto da: Kevin Connor
- Scritto da: John Goldsmith

### Trama
Giorni di distacco dall'orbita terrestre: 1608

Koenig sta esplorando insieme a Carter un misterioso asteroide cristallino, che presenta un'atmosfera respirabile circoscritta. Sull'Aquila si verifica un guasto inatteso e, mentre Carter effettua le riparazioni, il comandante si addentra in una grotta. Qui viene assalito da uno strano suono estremamente acuto e, mentre prosegue con la ricerca, la sua immagine si fissa su uno degli specchi della caverna. L'immagine corporea, assunta la forma speculare di John, lo stordisce, strappa a mani nude un campione di cristallo e scambia i suoi vestiti con quelli non invertiti del comandante. Poi torna all'Aquila e ordina a Carter di decollare. Il malfunzionamento sembra risolversi spontaneamente e così i due tornano su Alpha. L'alieno, ovviamente da tutti confuso col vero John, afferma che un campo energetico originato dall'asteroide sta minacciando la base e che l'unico modo per annientarlo sia dirigere un fascio d'energia sul planetoide, che l'avrebbe riflesso perforando lo schermo. Maya è scettica e perciò l'alieno la confina nel suo alloggio; anche Verdeschi incomincia a dubitare dell'impostore: intanto, quest'ultimo ordina di allestire un potente riflettore per proiettare il fascio. Intanto sull'asteroide, il vero comandante, dopo aver ripreso i sensi, si trova di fronte a una voce che gli mostra il cuore di Kalthon: il cristallo dell'asteroide è in realtà tutto ciò che è sopravvissuto di una lontana galassia distrutta da un sole nero, un'intera biosfera condensata in un seme che attende solo l'energia necessaria a rinascere. Il comandante, in stato confusionale, rimane poi congelato dietro a uno specchio, tra le minacce di morte della voce di Kalthon. Su Alpha, Maya e Verdeschi nutrono sempre più dubbi circa la razionalità del falso Koenig; anche il dottor Russell dopo che, nel tentativo di parlargli, gli ha toccato la mano avvertendo un freddo intenso, quasi fosse costituito da ghiaccio, si schiera con gli "ammutinati". Maya, dopo aver parlato con l'amica Helen, riesce a prelevare di nascosto un frammento del cristallo che l'alieno aveva portato dall'asteroide, scoprendo così la vera natura dello strano minerale, e che per distruggerlo sono sufficienti vibrazioni ultrasoniche. Carter è tuttavia convinto della veridicità delle affermazioni dell'impostore, che nel frattempo ha attivato il riflettore, fornendo energia al cuore di Kalthon e mettendo in seria difficoltà ogni sezione della base. Verdeschi e Maya, a dispetto degli ordini, partono con un'Aquila per l'asteroide. L'impostore pretende che l'Aquila sia distrutta, ma, poiché l'utilizzo del cannone laser ridurrebbe l'energia del riflettore, è costretto a rinunciare. Nonostante le sue argomentazioni, il dottor Russell è sempre più convinta della sua falsa identità. Maya e Verdeschi liberano il vero John Koenig, che torna con l'Aquila su Alpha. I due, rimasti sull'asteroide, cercano di distruggere con il regolatore di frequenze il cuore di Kalthon, ma vengono congelati, tra le sadiche risa della voce. Il tempo scarseggia, poiché sull'asteroide il cristallo incomincia a fondere e vitalizzarsi. Koenig irrompe nella sala controllo e, dopo un acceso scontro verbale con l'impostore, viene riconosciuto grazie alla riga dei capelli, che nella sua immagine risulta invertita. Alan spara all'alieno, che in risposta inizia anch'egli a ridere fragorosamente, convinto che ormai la rigenerazione di Kalthon sia inevitabile. Koenig quindi attiva il regolatore di frequenze a ultrasuoni: l'immagine si frantuma e, sul planetoide, Maya e Verdeschi vengono liberati dal cristallo. Nella scena finale, Koenig e gli altri della sala controllo fissano, ancora sconvolti, i frammenti cristallini dell'alieno.

## La nuvola
- Titolo originale: The Beta Cloud
- Diretto da: Robert Lynn
- Scritto da: Fred Freiberger[1]

### Trama
Giorni di distacco dall'orbita terrestre: 1503

La vicinanza di una strana nuvola spaziale causa tra gli Alphani una misteriosa epidemia di svenimenti. Koenig è uno dei primi a esserne colpito e viene ricoverato al centro medico.
Per di più, l'Aquila che era stata inviata a investigare torna con una strana creatura a bordo, invisibile ai sensori. Verdeschi, con Fraser e gli ultimi addetti alla sicurezza non contagiati dall'epidemia, cercano di affrontarla ma la creatura li mette facilmente fuori combattimento, entrando in Alpha.
Dalla nuvola arriva il messaggio: la creatura è lì per prendere possesso del sistema di mantenimento della Base Alpha, senza il quale gli Alphani ovviamente moriranno: ma dalla nuvola suggeriscono di affrontare la cosa in modo dignitoso.
Anche Carter e il dottor Russell cadono vittime dell'epidemia. In pochissimi sembrano esserne immuni: Sandra (Sahn) Benes, Tony Verdeschi, Fraser e Maya, grazie al suo metabolismo psyconiano.
La creatura nel frattempo si muove incontrastata per la base. Invano Verdeschi, Fraser e Maya cercano di sbarrarle il passo sia con i laser che con i fucili, tentando di intrappolarla in una stanza piena di cloro dove sarebbe stata esposta al vuoto dello spazio. La creatura sopravvive indenne a ogni attacco, riuscendo perfino a superare una barriera elettrica improvvisata da Fraser davanti al centro di mantenimento seguendo le indicazioni di Sandra Benes. In quelli che sembrano gli ultimi istanti di Alpha, Verdeschi e Maya si dichiarano il proprio amore.
Quando ormai tutto sembra perduto, Fraser fuori combattimento, Verdeschi a terra con un braccio rotto e il sistema di mantenimento già in mano alla creatura, Maya si rende conto che non si tratta affatto di una creatura vivente ma di un robot. Si trasforma quindi in un'ape e penetra nel cervello robotico attraverso l'orecchio, riuscendo a metterlo fuori uso. Nello stesso istante in cui la creatura crolla, la nuvola smette di trasmettere e in pochissimo tempo la gente di Alpha torna a star bene. Nell'infermeria rimane solo Verdeschi, con un braccio e una gamba rotti. Maya lo va a trovare, piena di premure e attenzioni, ma l'uomo si rimangia la dichiarazione d'amore e Maya, imbronciata, lo molla lì da solo.
- Guest star: David Prowse (la creatura), John Hug, Albin Pahernik (animale Kreno)

## Vindrus
- Titolo originale: A Matter of Balance
- Diretto da: Charles Crichton
- Scritto da: Pip e Jane Baker

### Trama
Giorni di distacco dall'orbita terrestre: 1702

La botanica Shermeen Williams è infatuata di Verdeschi, che però la rifiuta e così, quando le appare una figura evanescente che dice di chiamarsi Vindrus, affascinata cade in suo potere. Vindrus riesce a fare in modo che Shermeen faccia parte della squadra di esplorazione di un pianeta sconosciuto e a guidarla nel prendere uno strano cilindro per portarlo su Alpha. Si tratta di un generatore nucleare tramite il quale Vindrus e la sua gente potranno effettuare uno scambio usando la gente di Alpha. Vindrus e i suoi sono infatti esseri di antimateria, destinati a una lenta involuzione fino all'estinzione, una tragica fine che desiderano evitare entrando nel mondo di materia usando la gente di Alpha. La natura deve infatti mantenere il proprio equilibrio e per ciascun individuo occorre che un altro ne prenda il posto.
Shermeen riesce a impadronirsi di un generatore e a farsi portare sul pianeta da Fraser con l'Aquila Uno. Grazie al generatore Vindrus spedisce al proprio posto la giovane, che troppo tardi si accorge di essere stata ingannata. 
Quando Aquila Uno è partita senza autorizzazione però Koenig, Verdeschi e Maya sono subito decollati all'inseguimento con una seconda Aquila. Vengono accolti da Vindrus che tenta di ingannarli per compiere altri scambi. Al comandante però viene l'idea di insinuare che lo scambio non sia stato completo e che la ragazza si trovi ancora a metà del processo. Maya raccoglie al volo il suggerimento e si tramuta in Shermeen, riuscendo così a confondere Vindrus e a invertire lo scambio. Non appena la ragazza è di nuovo con loro, Koenig programma il generatore per l'autodistruzione e gli Alphani corrono a riprendere le Aquile per tornare a casa.
La puntata termina con Shermeen che, non più infatuata di Verdeschi, è tornata a occuparsi di botanica come sempre.
- Guest star: Lynne Frederick (Shermeen Williams), Stuart Wilson (Vindrus), Nicholas Campbell (Eddie Collins), Brian Osborne, John Hug

## I naufraghi
- Titolo originale: Space Warp
- Diretto da: Peter Medak
- Scritto da: Fred Freiberger[1]

### Trama
Giorni di distacco dall'orbita terrestre: 1807

Nelle vicinanze di Alpha compare il misterioso relitto di un'astronave aliena. Contemporaneamente, Maya è colpita da febbre e non è chiaro se le due cose siano in relazione. Mentre il comandante Koenig e Verdeschi si trovano a bordo di un'Aquila per esplorare il relitto, la Luna incappa in una deformazione spaziale che la trasporta a cinque anni luce di distanza. Rimasti intrappolati sul relitto e a una distanza dalla base ormai non percorribile dall'Aquila, i due possono ormai solo esplorare l'astronave aliena per cercare un modo per sopravvivere. Grazie a una registrazione, però, scoprono che l'equipaggio ha avuto il loro stesso problema. Nella registrazione infatti il comandante dell'astronave spiega che erano riusciti a trovare le coordinate della deformazione ma era ormai troppo tardi. I due Alphani tentano così di seguire gli inaspettati consigli per percorrere la deformazione e tornare su Alpha. Intanto, sulla Base, Maya è in preda a delirio, la febbre le fa perdere il controllo della trasformazione molecolare e si muta in un mostro dello spazio. Il dottor Russell e Alan Carter cercano un modo per fermarla senza ucciderla, ma Maya nel suo delirio tenta di tornare su Psycon e si dirige quindi verso le Aquile per partire alla volta del suo pianeta d'origine ormai scomparso. Helen e Alan riescono a fermarla e la riportano al centro medico in fin di vita. Maya però si trasforma in un altro mostro, e poi in un altro ancora, scappando nuovamente e, trovata bloccata la via delle Aquile, esce dalla base correndo sulla Luna. La creatura in cui si è trasformata ha una riserva d'aria che le permette di sopravvivere nel vuoto ma, poiché la trasformazione non può durare più di un certo periodo di tempo, Maya, avendo perduto il controllo di se stessa, sarebbe morta non appena tornata nel proprio aspetto.
Russell e Carter cercano disperatamente di riportarla dentro Alpha, riuscendo infine nell'impresa. Proprio mentre sugli schermi di Alpha ricompare l'Aquila di Koenig e Verdeschi, che sono riusciti a superare la deformazione grazie all'aiuto del comandante alieno, Maya migliora uscendo dal delirio.
- Guest star: Tony Osoba, Trevor Thomas, Peter Porteus, Andrew Lodge, Jeffrey Kissoon (dott. Ben Vincent)

## Attenti ai terrestri! (1)
- Titolo originale: The Bringers of Wonder Part One
- Diretto da: Tom Clegg
- Scritto da: Terence Feely

### Trama
Giorni di distacco dall'orbita terrestre: 1912

Koenig è fuori su Aquila Uno per controllare una anomalia nel conteggio dei neutroni ma durante il rientro alla base mostra segni di squilibrio, finendo per condurre l'Aquila a schiantarsi sui depositi di scorie nucleari. Viene portato al centro medico e Helen Russell lo sottopone a un delicato intervento legandolo a un apparecchio per riorganizzare i suoi pensieri. Mentre è ancora privo di conoscenza, gli Alphani vedono arrivare una astronave, apparentemente una nave terrestre classificata come Supercapsula. Dalla nave sbarcano dei terrestri, familiari e amici della gente di Alpha, tra i quali il fratello di Tony, Guido.
Mentre ognuno degli Alphani è occupato a parlare con i rispettivi parenti, Koenig si riprende. Arrivato in sala comando però non vede affatto gli umani che vedono gli altri ma solo dei mostri alieni. Tenta di avvisare gli altri e ordina di sparare contro di essi e contro l'astronave ma Verdeschi e gli altri, immaginando che si tratti di un nuovo episodio di squilibrio mentale, lo stordiscono e lo riportano al centro medico.
Al risveglio tenta di nuovo di far ragionare Verdeschi e Helen, suggerendo loro che è una coincidenza troppo grande che siano tutti familiari o amici di qualcuno di Alpha. Inoltre nel frattempo Verdeschi ha sorteggiato i nomi dei primi che partiranno con la nave: si tratta di Alan Carter e degli altri due componenti della squadra di emergenza radioattiva, e anche questa sembra al comandante una coincidenza incredibile (in realtà il sorteggio è stato influenzato dagli alieni che telepaticamente hanno fatto credere a Verdeschi di leggere i nomi che loro stessi volevano). Nemmeno stavolta il comandante viene creduto e poco dopo Carter e gli altri partono per "la Terra", dove credono di essere arrivati già solo poche ore dopo.
L'episodio si chiude con uno degli alieni che si reca a visitare Koenig al centro medico in un momento in cui nessun altro è presente. Koenig è legato al lettino e l'alieno incombe su di lui.
- Guest star: Stuart Damon (Guido Verdeschi), Jeremy Young (Jack Bartlett), Drewe Henley (Joe Ehrlich), Patrick Westwood (dott. Shaw), Toby Robins (Diana Morris), Cher Cameron (Louisa), Jeffrey Kissoon (dott. Ben Vincent)

## Attenti ai terrestri! (2)
- Titolo originale: The Bringers of Wonder Part Two
- Diretto da: Tom Clegg
- Scritto da: Terence Feely

### Trama
Giorni di distacco dall'orbita terrestre: 2025

L'ingresso del dottor Russell e di Maya nel centro medico interrompe l'alieno. Koenig cerca di convincere le due donne che stanno vivendo una illusione. Maya gli mostra le immagini dell'astronave e il comandante dice loro che non è che un'Aquila, aggiunge inoltre l'ipotesi che sia stato proprio il macchinario cui era collegato a permettergli di resistere. Maya allora suggerisce di sottoporsi alla stessa operazione e in effetti una volta finito anche lei riesce a vedere gli alieni per quello che sono. Con lo stesso metodo i tre riescono a portare dalla propria parte anche Verdeschi. Gli alieni vivono di energia, traendola dalla base Alpha, e il loro piano è di fare esplodere i depositi di scorie nucleari per liberarne una grande quantità (anche se in questo modo Alpha e gli umani verranno spazzati via). Anche il malore del comandante all'inizio del precedente episodio era infatti un tentativo degli alieni di mandarlo telepaticamente a schiantarsi con l'Aquila sui depositi.
Nel frattempo Carter e gli altri due Alphani che erano convinti di star andando sulla Terra raggiungono i depositi e iniziano le manovre per l'esplosione, nelle loro menti sono persuasi di essere atterrati a New York e di star facendo delle escursioni. Spenta qualsiasi fonte di energia della base, Verdeschi, Maya e Koenig li raggiungono con un'Aquila e riescono a bloccare uno di loro in una colluttazione. Mentre con l'Aquila Verdeschi e Maya lo riportano al centro medico, Koenig resta solo a fermare gli altri due.
Sebbene circondato di alieni (che però non fanno nulla direttamente contro di lui essendo troppo impegnati a usare la poca energia rimasta per comandare telepaticamente Carter e Bartlett), Koenig ha l'idea di chiedere al medico di far addormentare tutti gli Alphani per togliere agli alieni l'energia che ricavano dalla attività cerebrale. Con questo escamotage i due tornano in sé, prima l'uno e poi l'altro, a un passo dalla distruzione e gli alieni, ormai battuti, svaniscono.
- Guest star: Stuart Damon (Guido Verdeschi), Nick Hobbs, Jeremy Young (Jack Bartlett), Drewe Henley (Joe Ehrlich), Earl Robinson, Patrick Westwood (dott. Shaw), Toby Robins (Diana Morris), Cher Cameron (Louisa), Jeffrey Kissoon (dott. Ben Vincent)
- Nota. La dottoressa Russell nelle registrazioni dichiara che sono passati 2515 giorni dopo l'abbandono dell'orbita terrestre, mentre nella prima parte dichiarava che erano passati solo 1912 giorni[2], come se gli alieni fossero rimasti su Alpha per più di tre mesi mentre i due episodi sembrano coprire un periodo di tempo di uno o due giorni.

## Onde Lambda
- Titolo originale: The Lambda Factor
- Diretto da: Charles Crichton
- Scritto da: Terrance Dicks

### Trama
Giorni di distacco dall'orbita terrestre: 2308

Quando la Luna attraversa una zona di spazio profondo chiamata Mare della Pace, strani fenomeni accadono su Alpha: malumori, tensioni e perfino un assassinio. Il tecnico di magazzino Sally Martin muore in circostanze misteriose e nella Base si cerca di capire come sia stato possibile. Nel frattempo in Sala Comando Maya e Sandra notano che la Luna sta transitando nelle vicinanze di una strana sorgente di onde lambda, onde che Helen riconosce come quelle emesse dal cervello umano in particolari situazioni.
Il comandante Koenig e Verdeschi ascoltano per primi gli amici di Sally, Mark Sanders, suo precedente fidanzato, e Caroline Powell, sua ex compagna di stanza ora fidanzata di Mark, e lentamente l'indagine si allarga a moltissime altre persone, tra le quali alcune che mostrano di possedere spiccate capacità ESP proprio grazie alle onde lambda emesse dalla strana sorgente spaziale. Koenig però deve lasciare le indagini per risolvere prima un problema personale: gli incubi del passato lo tormentano e nei sogni compaiono due amici che egli fu costretto ad abbandonare a morte certa quando era appena uscito dall'Accademia.
Turbato dagli avvenimenti, Mark decide di interrompere la relazione con Caroline ma la giovane, spinta dalla rabbia, lo uccide come aveva ucciso Sally.
Le indagini si focalizzano ormai su Caroline quando, sottoposta a esami da Helen e Maya, si scopre che è dotata di notevoli poteri ESP, tanto da riuscire addirittura a controllare la mente di Alan, bloccare tutte le persone in Sala Comando, costringere Verdschi a strisciare e Maya a tramutarsi in un bruco per farla soffocare intrappolandola in una scatola.
Grazie all'aiuto di Helen Russell, John riesce ad affrontare i propri incubi e a guarirne. I due arrivano in Sala Comando mentre Caroline, seduta al posto del comandante, si dichiara padrona di Alpha. Koenig però adesso è in grado di fronteggiarla e di far sì che i suoi poteri perdano di efficacia, al punto che la ragazza sviene. Contemporaneamente la strana sorgente di energia spaziale si dissolve e la puntata si chiude con Caroline che, dimenticatasi di tutto, si trova in infermeria per intraprendere il proprio ritorno alla normalità.
- Guest star: Deborah Fallender (Carolyne Powell), Jess Conrad (Mark Sanders), Anthony Stamboulieh (George Crato), Gregory De Polnay (Peter Garforth), Michael Walker, Lidya Lisle, Dallas Adams (Sam), Lucinda Curtis (Tessa)

## Tora
- Titolo originale: The Seance Spectre
- Diretto da: Peter Medak
- Scritto da: Donald James

### Trama
Giorni di distacco dall'orbita terrestre: 2012

La Luna si sta avvicinando all'oggetto celeste chiamato "Tora". Mentre Koenig e Carter si stanno dirigendo con un'Aquila verso il fenomeno per raccogliere dati, su Alpha Greg Sanderson e gli altri tre membri della sua squadra esplorativa di superficie, tutti affetti da una psicopatologia definita "malattia verde" (che causa un desiderio ossessivo di trovare un pianeta abitabile dall'ambiente idilliaco) e convinti che il comandante stia nascondendo l'esistenza di un pianeta abitabile nelle vicinanze, si impadroniscono della sala controllo, narcotizzando con i laser tutti gli addetti, inclusa Maya e Verdeschi. Vedendo Tora sullo schermo si convincono dei loro sospetti e iniziano una bizzarra seduta autoipnotica, durante la quale Sanderson presume di avere visioni dell'ipotetico pianeta. Nel frattempo Koenig e Carter scoprono che Tora si è spostata su una rotta di collisione con la Luna. La sala controllo non risponde alla chiamata finché i due non sopraggiungono con una squadra di sicurezza e arrestano Sanderson e i suoi tre compagni. Il comandante è convinto da Sanderson a condurre una missione esplorativa su Tora, che apparentemente è solo una fascia di intemperie forse con un nucleo solido, collegato al computer principale, in modo che tutti avrebbero avuto modo di vedere i progressi fatti. Mentre Koenig e Maya si accingono ad addentrarsi nel misterioso oggetto con l'Aquila, Sanderson e la sua squadra fuggono con un espediente dal centro medico e si nascondono nella sala computer. Dalla sala controllo il comandante viene avvertito di una possibile attrazione gravitazionale da parte del centro di Tora, ma Sanderson per costringere l'Aquila ad addentrarsi di più sabota il computer. Quando il malfunzionamento viene scoperto è troppo tardi e l'Aquila si schianta sul pianeta al centro del fenomeno. Quest'ultimo si rivela essere un giovane protopianeta di polveri e gas con un'atmosfera irrespirabile. Dalla sala controllo riescono a far ritornare l'Aquila con i telecomandi; nel viaggio di ritorno Koenig però rischia di morire di asfissia a causa di un guasto negli impianti di riciclaggio dell'aria. Sanderson si rinchiude con i suoi seguaci nel tunnel di trasferimento. Nel frattempo gli altri pensano di deviare la Luna dalla presente rotta di collisione innescando un'esplosione atomica su vasta scala nei vecchi depositi di scorie nucleari. Per ragioni di sicurezza tutto il personale di Alpha si allontana dalla Luna a bordo delle Aquila, mentre Koenig e Maya pensano a provocare l'esplosione. I tre compagni di Sanderson cedono e fuggono anche loro, ma lui è ancora convinto che Tora sia abitabile e che Alpha entrerà in orbita. Dopo aver tentato inutilmente di uccidere Koenig nella sala controllo, prende un veicolo lunare e si reca armato di fucile laser ai depositi di scorie. Mentre il comandante si accinge a far saltare il coperchio di uno dei contenitori per poter collocare l'innesco, Sanderson spara all'Aquila con a bordo Maya, stordendola. Dopo un feroce scontro sul suolo lunare con l'ormai impazzito Sanderson, John riesce a farlo precipitare nel contenitore. Piazzato e attivato l'innesco atomico, Koenig e Maya si allontanano appena in tempo per sfuggire alla deflagrazione, che come sperato devia la traiettoria di Alpha, evitando la collisione.
- Guest star: Ken Hutchison (Sanderson), Carolyn Seymour (Eva), Nigel Pegram (Cernik), James Snell (Stevens), Gyearbuor Asante (accreditato come Christopher Asante) (guardia)

## Dorzak
- Titolo originale: Dorzak
- Diretto da: Val Guest
- Scritto da: Christopher Penfold

### Trama
Giorni di distacco dall'orbita terrestre: 2100

Mentre il comandante Koenig è lontano da Alpha in una missione di esplorazione, dallo spazio emerge un'astronave che chiede di planare su Alpha. Sebbene sospettosi, dato che la nave ammette di avere un appestato a bordo, gli Alphani concedono il permesso e offrono assistenza quando la comandante Sayala dice che un componente dell'equipaggio è in fin di vita proprio a causa dell'appestato, che è un criminale che viene trasportato alla sua prigione di destinazione e che, liberatosi per un attimo dall'isolamento, ha causato la morte di una delle tre donne dell'equipaggio e il ferimento di un'altra. Appena su Alpha però, alla vista di Maya, Sayala la colpisce con uno staser mandandola in uno stato catatonico. Interrogata, Sayala dice di aver agito di impulso non appena ha visto una Psyconiana. Il loro prigioniero infatti è uno Psyconiano di nome Dorzak, reo di aver causato distruzione e morte sul pianeta di Sayala, Croton.
Sayala acconsente alla richiesta di far uscire Maya dalla stasi, e tramite Maya i terrestri scoprono che Dorzak è un filosofo e un poeta e che non corrisponde affatto alla descrizione di Sayala.
Dorzak viene risvegliato dalla stasi su insistenza di Maya ma per prudenza viene lasciato nella cella dell'astronave aliena, protetto da un campo di forza. Di fronte a due versioni contrastanti infatti gli Alphani non possono far altro che attendere che la donna ferita, unico altro componente dell'equipaggio, si risvegli dall'anestesia dopo che Helen l'ha operata rimuovendole uno strano cilindretto dal cranio.
Al risveglio però la ragazza non sopravvive a lungo; le sue ultime parole accusano tuttavia Sayala.
L'unico che crede all'innocenza della donna aliena è Carter, sebbene rimanga fedele ad Alpha e segua gli ordini di Verdeschi di rimettere Sayala in cella. A questo punto Maya è libera di parlare con Dorzak, questi si ricorda di lei e del suo potere di trasmutazione molecolare. Le chiede di insegnarglielo, Maya non rifiuta ma in quel momento è impossibile e rimandano la cosa.
Nel frattempo la scoperta che il frammento di metallo estratto dalla ragazza morta è in realtà un dispositivo che blocca il controllo mentale da parte di Dorzak, fa di nuovo pensare che possa essere Sayala ad aver ragione: in effetti, durante un colloquio con Maya, Dorzak rivela di aver abbandonato le sue vecchie idee di pace e filosofia per diventare la persona che Sayala ha descritto. Riesce a imparare la trasmutazione molecolare da Maya, a tramutarsi nella donna e a far credere agli Alphani di essere la vera Maya. Riesce così a controllare mentalmente sia Carter che il medico, a impadronirsi della nave aliena e a farsi riconsegnare Sayala in modo che la dottoressa la operi per rimuovere il dispositivo.
Da una risposta insolita di Maya però Verdeschi sospetta lo scambio e si presenta sulla nave. Il tentativo sembra inutile perché Dorzak lo controlla mentalmente e gli ordina di consegnare l'arma. All'ultimo momento però l'Alphano disarma lo Psyconiano e lo stordisce. Si era fatto impiantare lo stesso dispositivo estratto dalla crotoniana. Contemporaneamente il controllo mentale su Carter e la dottoressa si interrompe e i due Alphani comprendono cosa stava tentando di fare Dorzak.
Lo Psyconiano è ora di nuovo in stasi, a Sayala non resta che lasciare Alpha e riprendere il suo viaggio solitario. Lei e Alan si salutano con un bacio.
- Guest star: Lee Montague (Dorzak), Jill Townsend (Sahala), Kathryn L. Scott (Yesta), Sam Dastor (dott. Ed Spencer), Richard LeParmentier (Ed Malcolm), Yasuko Magazumi (Yasko)

## Il pianeta del diavolo
- Titolo originale: Devil's Planet
- Diretto da: Tom Clegg
- Scritto da: Michael Winder

### Trama
Giorni di distacco dall'orbita terrestre: 2306

Koenig in missione precipita sulla luna di un pianeta, usata come colonia penale dai suoi abitanti, ma viene catturato e tenuto prigioniero dalle guardie, donne-Amazzoni armate di frusta in grado con una macchina di leggere il pensiero dei detenuti. Anche il comandante Koenig subisce il trattamento. La leader delle guardie, Elizia, nasconde a tutti una tragica verità: gli abitanti del loro pianeta d'origine, Ellna, sono tutti morti, i prigionieri e le sorveglianti della colonia penale sono gli unici sopravvissuti.
- Guest star: Hildegard Neil (Elizia), Roy Marsden (Crael), Michael Dickinson, Cassandra Harris (Sares), Dora Reisser (interrogatrice), Angus MacInnes (Jelto), Arthur White (Arthur White), John Hug, Alibe Parsons (Alibe), Sam Dastor (dott. Ed Spencer), Geoffrey Greenhill (Phirly - non accreditato), Robert Reeves (Peter Reeves - non accreditato), Del Baker, Alan Harris

## Il lampo che uccide
- Titolo originale: The Immunity Syndrome
- Diretto da: Bob Brooks
- Scritto da: Johnny Byrne

### Trama
Giorni di distacco dall'orbita terrestre: 2330

Una missione ricognitiva da Alpha esplora un pianeta disabitato, per verificare se sia, come sembra dalle analisi dalla base, adatto a ospitare la vita umana. Uno degli Alphani tuttavia è preda di un episodio psicotico, innescato dall'aver fissato una strana luce accecante: dominato da un raptus di follia omicida, assale Verdeschi che per difendersi lo uccide. Improvvisamente, anche Verdeschi ricade nella stessa sindrome di cui era stato vittima il compagno. Le condizioni ambientali del pianeta si modificano vertiginosamente, i metalli e le materie plastiche si corrodono nel giro di pochi minuti, il cibo e l'acqua sono velenosi. Verdeschi incontra una creatura aliena i cui tentativi di comunicare con gli umani può portare alla morte, ma ne resta inevitabilmente colpito.
Mentre Koenig e Carter scoprono il relitto di un vascello spaziale alieno che indagano per spiegare il fenomeno, sulla base Alpha Maya e Carter tentano disperatamente di inviare una missione di salvataggio. 
Infine, comprendono che il pianeta reagisce come un corpo vivente quando subisce l'infezione di un virus. In questo caso il virus sono gli Alphani, da cui il pianeta si difende producendo anticorpi: la creatura aliena con cui è letale comunicare, acqua e vegetazione velenosi, la rapida corrosione di metalli e plastica.
- Guest star: Nadim Sawalha (Zoran), Joe Lustig, Karl Held (Jerry Travis)
- Nota. A proposito di questo episodio lo sceneggiatore Johnny Byrne spiegava: «E' senza dubbio la mia sceneggiatura più cupa, sul tema dell'impossibilità quasi assoluta di comunicare. Ho concepito il pianeta come un corpo, una creatura meravigliosa che subisce l'infezione di un virus: gli Alphani. Come un organismo vivente, il pianeta produce anticorpi, così l'acqua e tutta la vegetazione diventano improvvisamente velenosi per gli esseri umani».[3]

## I Dorconiani
- Titolo originale: The Dorcons
- Diretto da: Tom Clegg
- Scritto da: Johnny Byrne

### Trama
Giorni di distacco dall'orbita terrestre: 2409

Sopra Alpha si posiziona una misteriosa nave, munita di un convertitore al mesone che le conferisce capacità mutanti. Maya, dopo aver subito un brutale attacco da parte di una sonda mentale, con orrore identifica l'astronave come dorconiana. I Dorconiani, spiega, sono la razza più avanzata della galassia e da sempre cacciano gli Psyconiani per estirparne i gangli cerebrali, i quali permettono loro di raggiungere l'immortalità. Una squadra degli alieni capeggiata dal console Varda si teletrasporta nella sala controllo, dove scova Maya, che si era inutilmente mutata, e la rapisce. Koenig si getta nel raggio transfusore appena prima che sia staccato e si ritrova sulla nave dorconiana, dove viene immobilizzato. Mentre il raggio viene ricaricato per rispedirlo indietro, Maya viene preparata per il prelievo del ganglio, il cui ricevente è il vecchio arconte imperiale, chiamato a essere l'eterno governatore per la sua particolare saggezza. Il nipote di questo, Malic, è però assetato di potere ed è disposto a tutto per prendere il suo posto. Nel frattempo Koenig scopre grazie a Varda, assolutamente leale verso l'arconte, che l'astronave utilizza l'antimateria per ottenere energia. Varda si allontana, Koenig tenta di fuggire ma viene fermato da Malic, che però neutralizza le guardie e gli suggerisce la via per la sala operatoria, dove è relegata Maya. Dopodiché il giovane uccide lo zio e si prepara a estirpare il ganglio per se stesso, ma sopraggiunge Koenig che lo immobilizza e salva Maya. Malic diviene arconte e ordina di uccidere il terrestre, indicandolo come il responsabile dell'assassinio dello zio. Varda ferma i due fuggiaschi, e Malic ribadisce il proprio ordine. La donna però intuisce la verità e tenta di giustiziare personalmente il giovane arconte. Malic colpisce per primo il console, che morente spara distruggendo la schermatura dell'antimateria. Koenig e Maya, approfittando della confusione, entrano nel raggio transfusore e tornano su Alpha. Subito dopo, il campo di contenimento cede e l'intera regione di spazio intorno alla nave dorconiana si annichila. Nella parte finale, mentre Maya discute scherzosamente con Verdeschi, Koenig pensa alla formidabile personalità di Varda prima che Helen Russell catturi nuovamente la sua attenzione.
- Guest star: Patrick Troughton (Archon), Ann Firbank (Varda), Gerry Sundquist (Malic), Alibe Parsons (Alibe), Laurence Harrington (Jackson)